# Dżalal Talabani

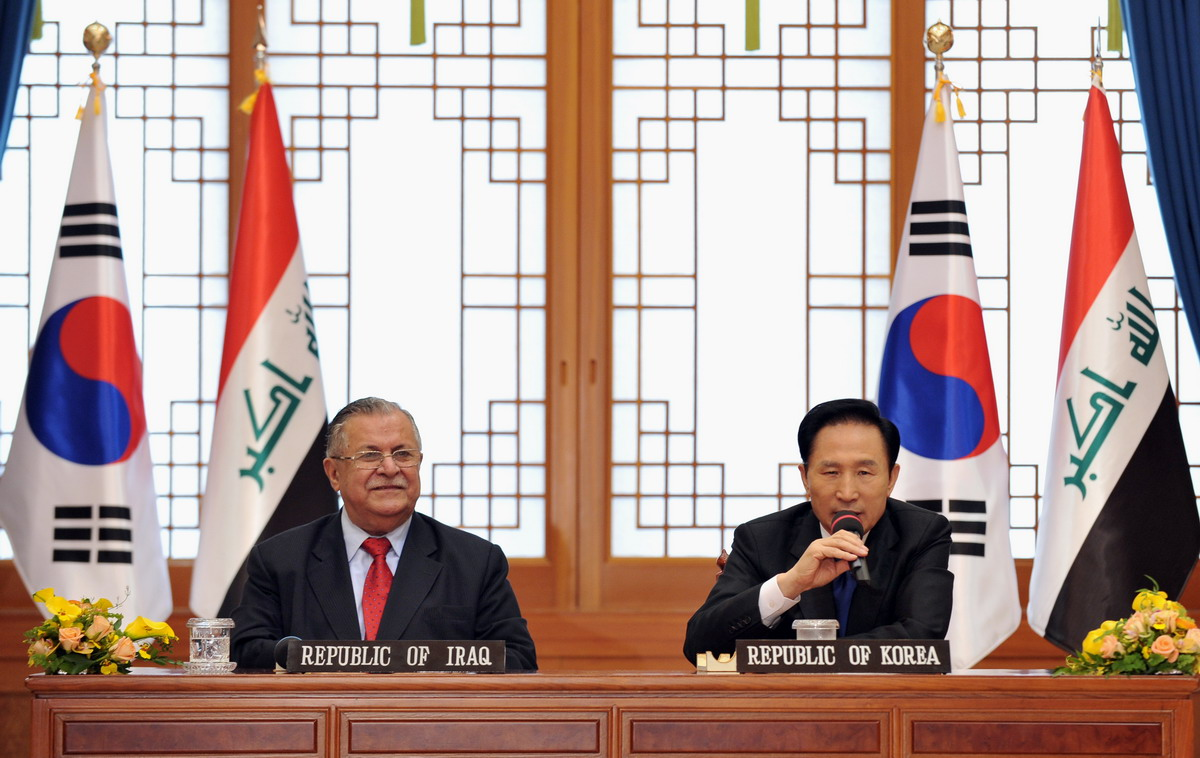
Talabani i południowokoreański prezydent Lee Myung-bak. (2009)

Dżalal Talabani (arab. ‏جلال طالباني‎, Jalāl Tālabānī; sorani ‏جەلال تاڵەبانی‎, Celal Tallebanî; ur. 12 listopada 1933 we wsi Kelkan, zm. 3 października 2017 w Berlinie) – iracki polityk narodowości kurdyjskiej, twórca i w latach 1975–2017 przewodniczący Patriotycznej Unii Kurdystanu – jednej z dwóch głównych partii kurdyjskich w Iraku. Prezydent Iraku od 7 kwietnia 2005 do 24 lipca 2014.

## Życiorys
Urodził się w 1933 we wsi Kelkan w południowym Kurdystanie irackim. Jeszcze w wieku 14 lat wstąpił do Demokratycznej Partii Kurdystanu (DPK). W 1953 został członkiem jej komitetu centralnego. W tym samym czasie rozpoczął studia prawnicze. Po uzyskaniu w 1959 tytułu adwokackiego został wcielony do wojska.
Przez lata 60. przewodził biuru politycznemu DPK, jednak wystąpił z partii w 1966 rozczarowany klanowością stronnictwa. Rozpoczął jednocześnie starania o zorganizowanie nowego ugrupowania, które ostatecznie zawiązało się w 1975 jako Patriotyczna Unia Kurdystanu.
Jego stronnictwo stało się szybko głównym oponentem KPD, której przewodził klan Barzanich. Po zakończeniu pierwszej wojny w Zatoce Perskiej w 1991 doszło nawet do wojny domowej między peszmergami obu zwaśnionych stronnictw. Talabani zaakceptował wówczas poparcie islamskiego Iranu.
W 1991 Dżalal Talabani został laureatem nagrody Brunona Kreiskiego.
Po utworzeniu przez Amerykanów Irackiej Rady Zarządzającej Talabani został jednym z jej głównych członków, przewodząc jej w listopadzie 2003. W tym czasie nastąpiła też zmiana w poglądach Talabaniego, który zaczął się dystansować od haseł domagających się niepodległości dla Kurdów i skłaniać się ku federalnemu ustrojowi Iraku.
Pogodzenie obu stronnictw kurdyjskich pozwoliło na stworzenie koalicji wyborczej pod nazwą Demokratyczno-Patriotyczny Alians Kurdystanu, który odniósł przygniatające zwycięstwo w lokalnych wyborach do Zgromadzenia Kurdyjskiego w 2005 oraz zdobył 75 miejsc w irackim Zgromadzeniu Narodowym w zbojkotowanych przez sunnitów wyborach w tym samym roku.
Po wyborach 30 stycznia Talabani został wybrany przez irackie Zgromadzenie Narodowe na prezydenta republiki 7 kwietnia 2005. 11 listopada 2010 dzięki porozumieniu politycznemu przełamującemu ośmiomiesięczny powyborczy impas Zgromadzenie Narodowe dokonało wyboru Talabaniego na drugą kadencję, jeszcze tego samego dnia odbyło się jego zaprzysiężenie.
24 lipca 2014 na stanowisku prezydenta zastąpił go wybrany w głosowaniu przez parlament Fu’ad Masum z Patriotycznej Unii Kurdystanu.